# Rock

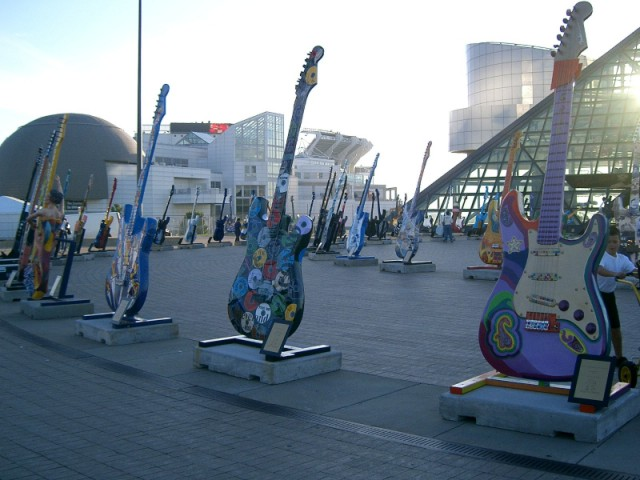
Muzeum Rock’n Rolla w Cleveland, Ohio

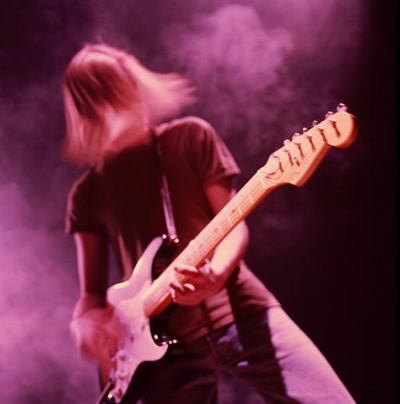
Gitarzysta rockowy

Rock (również muzyka rockowa) – gatunek muzyki rozrywkowej powstały w połowie XX wieku w Stanach Zjednoczonych (który wytworzył wokół siebie krąg subkultury młodzieżowej) i ogólna nazwa szeregu stylów muzycznych, wywodzących się z rock and rolla oraz rhythm and bluesa i bluesa. Sama nazwa „rock” jest skrótem od „rock and roll”, choć można uznawać owe dwa pojęcia za odmienne od siebie gatunki muzyczne.

## Podstawowe cechy
Wszystkie style rockowe charakteryzują się brzmieniem opartym na różnego rodzaju gitarach (zwykle elektrycznych, elektrycznych basowych) i perkusji, z wyraźnie zarysowanymi rytmem i śpiewem, wywodzącymi się z bluesa, oraz sposobem wolnej improwizacji w trakcie grania utworów, wywodzącym się z jazzu. Ważną cechą muzyki rockowej, nieobecną w muzyce poważnej, jest zespołowość w procesie tworzenia; muzyka jest bowiem tworzona zespołowo i trudna do odtworzenia, gdy nie jest grana przez oryginalny zespół (zob. tribute band), często jest też zespołowo komponowana. Niekiedy w sposób dynamiczny, kiedy to zainicjowany motyw muzyczny w serii jamów przetwarzany jest w utwór, który w swej końcowej fazie rzadko przypomina swą wyjściową formę. W muzyce rockowej, podobnie jak w jazzie, kompozytor i wykonawca to najczęściej ta sama osoba lub grupa osób, a komponowanie i wykonywanie muzyki są często jednym procesem.
Choć wymienione powyżej cechy opisują muzykę rockową, nie jest ona jednorodnym gatunkiem. W istocie, w skrajnych przypadkach mamy do czynienia ze sprzecznymi cechami. Z tego powodu wprowadzono mnogość kategorii dzielących poszczególne podgatunki i style istniejące w ramach głównego gatunku. Klasyfikowanie takie jest niezwykle trudne i zwodnicze ze względu na wielką dynamikę, z jaką ten gatunek się rozwija oraz postawy indywidualistyczne twórców. Mimo to wyróżniono kilkanaście podgatunków i wiele dziesiątek stylów, które pomagają sklasyfikować tę różnorodność. Podział na gatunki i style jest czysto arbitralny.

## Rock w Polsce
Polska muzyka rockowa utożsamiana początkowo z rock and rollem, a nazywana ze względów politycznych eufemistycznie „big beatem”, zaczęła się sporadycznie pojawiać na estradach po październiku 1956 jako przejaw „odwilży”, która częściowo znosiła obowiązujący w czasach socrealizmu zakaz wykonywania muzyki zachodniej, w tym jazzowej i rockandrollowej. W 1957 dixielandowy krakowski zespół S. „Drążka” Kalwińskiego prezentował przeboje z repertuarów Billa Haleya i Elvisa Presleya w wykonaniu polsko-kanadyjskiej piosenkarki J. Jaworskiej-Rogers. W czasie II Festiwalu Jazzowego w Sopocie 14 lipca 1957 po raz pierwszy w Polsce grał i śpiewał na publicznym koncercie amerykański bluesman B. Ramsey z towarzyszeniem zachodnioniemieckiej sekcji rytmicznej.
Jednak za umowny początek historii polskiego rocka przyjmuje się rok 1959, kiedy to w Gdańsku z inicjatywy prekursora polskiego rock and rolla, redaktora Franciszka Walickiego, powstał zespół rockandrollowy Rhythm and Blues kierowany przez Leszka Bogdanowicza. Z tego powodu Walicki jest nazywany „ojcem polskiego rocka”. Pierwszy występ Rhythm and Blues, symbolicznie otwierający dzieje polskiego rocka, odbył się 24 marca 1959 w gdańskim klubie młodzieżowym Rudy Kot. Grupa wystąpiła w składzie: Leszek Bogdanowicz – gitara elektryczna, lider, A. Sułocki – fortepian, J. Karsznik – saksofon tenorowy, L. Szymański – kontrabas, E. Molicki – perkusja. Koncert otworzył Bogusław Wyrobek, śpiewając symboliczną dla początków rocka piosenkę „Rock Around the Clock”, która stanowiła też wówczas swoisty „hymn młodego pokolenia” na całym świecie, m.in. dzięki spopularyzowaniu jej przez film Johna Hustona Asfaltowa dżungla w 1950.
Pierwszymi polskimi zespołami rockowymi były m.in.: Czerwono-Czarni, Niebiesko-Czarni, Breakout i SBB. W 1969 odbył się I Ogólnopolski Festiwal Awangardy Beatowej w Kaliszu, pierwszy polski rockowy festiwal muzyczny.
W 1980 r. występ zespołu Maanam i jego wygrana z utworem „Boskie Buenos” na XVIII Krajowym Festiwalu Piosenki Polskiej w Opolu uznawane są za początek rozkwitu polskiej muzyki rockowej w latach 80.